# Ferrera di Varese

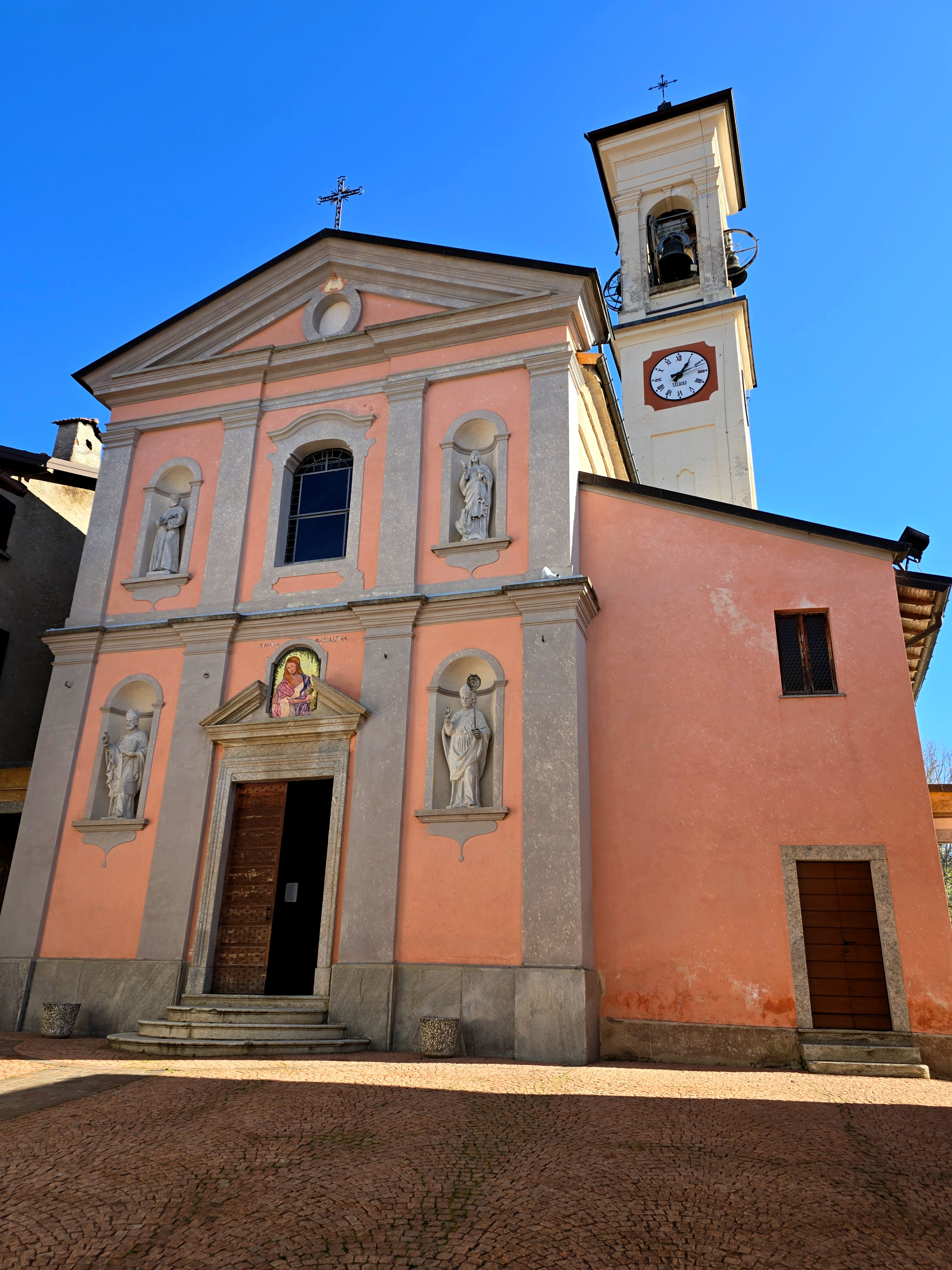
La chiesa di Santa Maria Maddalena

Ferrera di Varese (Farèra in dialetto varesotto e semplicemente Ferrera fino al 1863) è un comune italiano di 690 abitanti della provincia di Varese in Lombardia.

## Geografia fisica
Situato sulle colline a nord di Varese, lungo la strada che salendo dalla Valcuvia raggiunge il comune di Cunardo e, quindi, la Valganna. Si trova a circa 15 km dal capoluogo e ad una decina di chilometri dai valichi svizzeri di Fornasette e di Ponte Tresa. Ferrera di Varese fa parte della Comunità Montana Valli del Verbano.

## Storia

### Simboli
Lo stemma e il gonfalone sono stati concessi con decreto del presidente della Repubblica dell'11 settembre 1996.
Il gonfalone è un drappo di bianco bordato di azzurro.

## Monumenti e luoghi d'interesse
Un'attrazione del paese è la cascata Fermona, formata dal torrente Margorabbia, che si trova appena al di sotto del centro storico dell'abitato ed è raggiungibile con un sentiero che, lasciata la strada comunale nei pressi della chiesa, discende per qualche decina di metri.

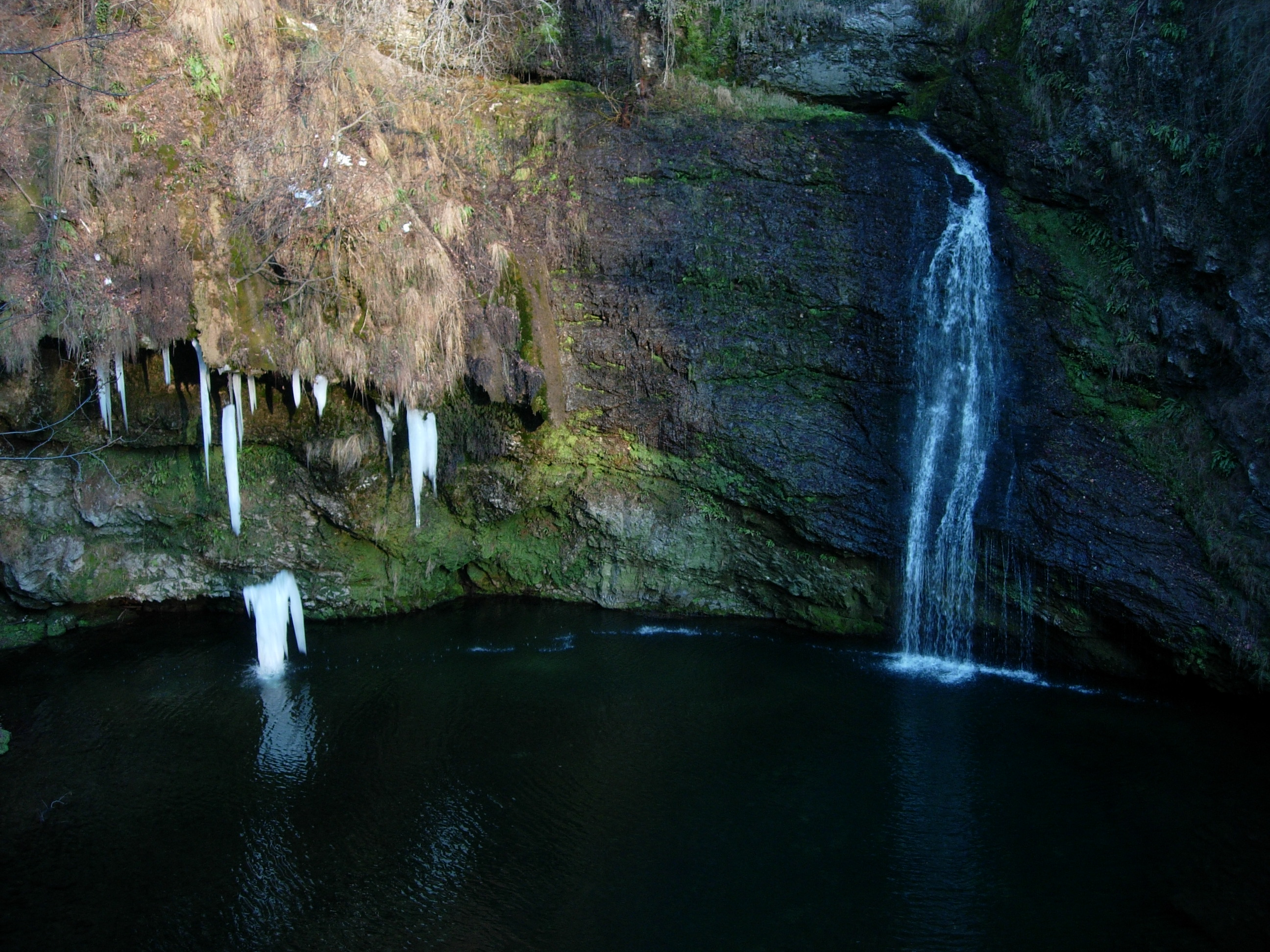
La cascata in inverno
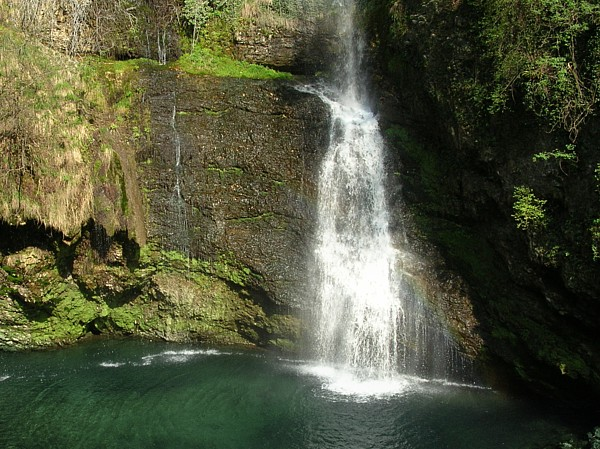
La cascata in primavera
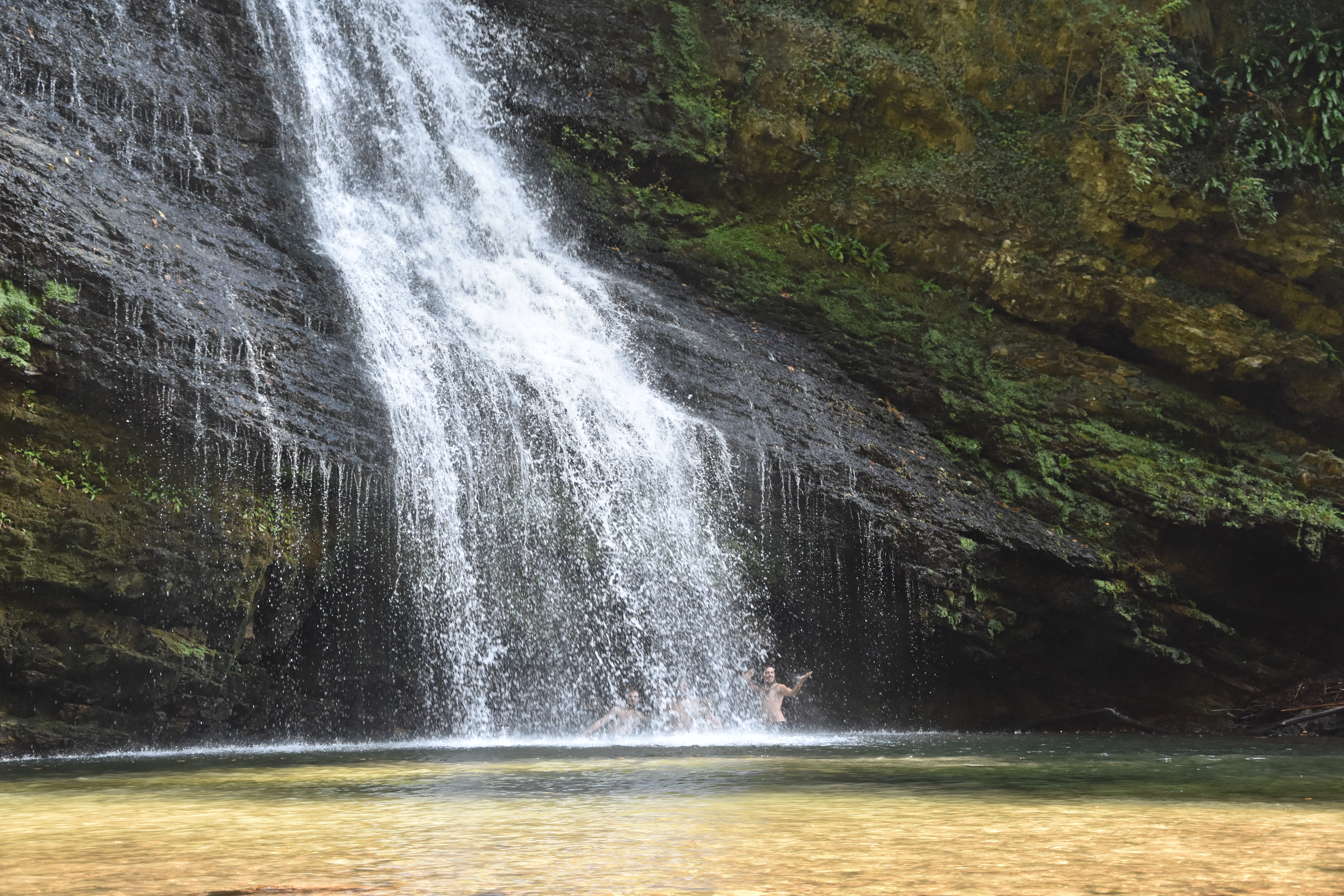
Bagnanti in estate
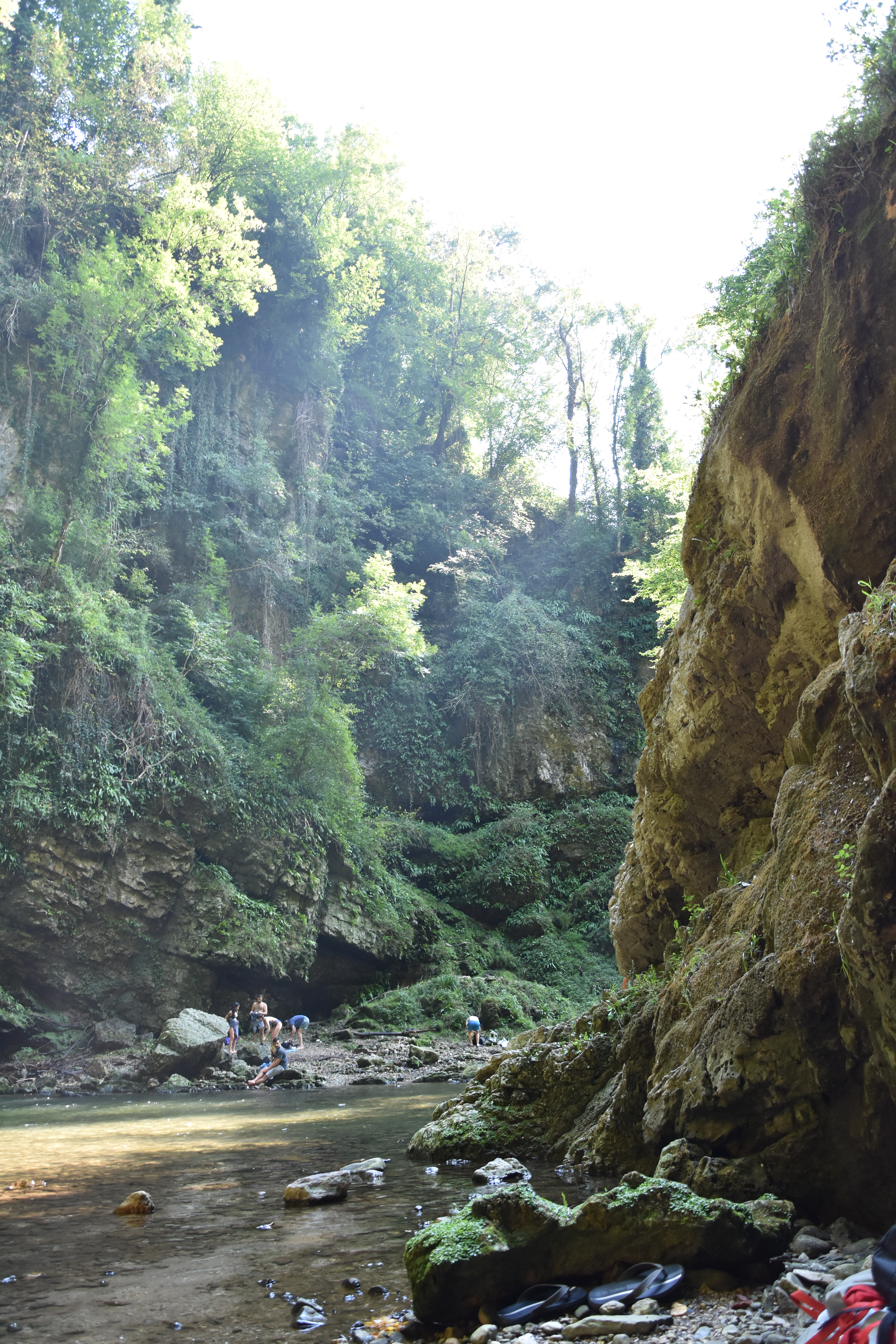
La gola antistante la cascata in estate

## Società

### Evoluzione demografica
- 209 nel 1751
- 179 nel 1805
- annessione a Cuvio nel 1809
- scissione da Cuvio e annessione al "comune denominativo" di Rancio, insieme a Cassano, Masciago, Bedero e Brinzio nel 1812; i singoli comuni vengono ripristinati nel 1816.
- 388 nel 1853

Abitanti censiti